# ホルムアミド
ホルムアミド（Formamide）はギ酸から誘導されるアミドである。水と任意の割合で混ざり合う透明な液体で、アンモニア臭がする。サルファ薬の製造やビタミンの合成に使われ、紙や繊維の柔軟剤としても使われる。水に不溶の様々なイオン性化合物を溶かし、溶媒として用いられる。

## 製造
古典的には、ギ酸とアンモニアを反応させてギ酸アンモニウムを作り、これを熱して脱水することによりホルムアミドを合成する。
{\displaystyle {\ce {HCOOH + NH3 -> HCOONH4}}}
{\displaystyle {\ce {HCOONH4 -> HCONH2 + H2O}}}
現代ではギ酸メチルとアンモニアを反応させる方法で工業的に合成されている。
{\displaystyle {\ce {HCOOCH3 + NH3-> HCONH2 + CH3OH}}}

## 利用
ホルムアミドは組織や器官の抗凍結剤にも含まれている。
また、ゲル電気泳動の際にRNAを脱イオン化し、安定化させるためにも使われている。
また別の用法としては、焼結の際のひび割れを防止するためゾル-ゲル溶液に加えられる。